# 9419 Keikochaki
9419 Keikochaki eller 1995 XS är en asteroid i huvudbältet som upptäcktes den 12 december 1995 av den japanska astronomen Takao Kobayashi vid Ōizumi-observatoriet. Den är uppkallad efter Keiko Chaki.
Asteroiden har en diameter på ungefär 3 kilometer.